# NGC 962
NGC 962 is een elliptisch sterrenstelsel in het sterrenbeeld Ram. Het hemelobject werd op 19 december 1871 ontdekt door de Franse astronoom Édouard Jean-Marie Stephan.

## Synoniemen
- PGC 9682
- UGC 2013
- MCG 5-7-4
- ZWG 505.3